# Accélération (Angel)
Accélération est le 8e épisode de la saison 3 de la série télévisée Angel.

## Synopsis
Sahjhan apprend à Holtz à s'adapter à l'époque actuelle. Angel et son équipe discutent des nouvelles informations qu'ils ont appris de la prophétie. Angel rejette catégoriquement la possibilité évoquée de tuer son enfant à naître si celui-ci se révèle maléfique. Darla commence peu après à ressentir les premières contractions. Lilah Morgan et Gavin Park, qui a fait installer des caméras de surveillance dans l'Hôtel Hypérion, découvrent avec stupeur l'état de grossesse avancée de Darla. Lilah contacte son supérieur, Linwood Murrow, pour l'informer de la situation. Les membres d'Angel Investigations emmènent Darla à l'hôpital lui faire passer une échographie afin de vérifier si le bébé a une apparence humaine ou démoniaque. Il s'avère que c'est un petit garçon qui a l'air normal, à la grande joie d'Angel. 
Un groupe de vampires font irruption dans l'hôpital pour s'emparer du bébé pendant qu'une équipe de Wolfram & Hart est envoyée à l'hôtel Hypérion dans le même but. Angel et son équipe se battent contre les vampires et parviennent à leur échapper. Darla est gagnée, presque malgré elle, par ses sentiments maternels envers son bébé. Holtz, qui en a assez d'attendre, arrive à l'hôtel et élimine l'équipe de Wolfram & Hart. Angel arrive à son tour à l'hôtel pour récupérer les parchemins de la prophétie avant de quitter la ville, pendant que le reste de l'équipe l'attend dans une ruelle proche. Angel trouve Holtz en train de l'attendre alors que Darla commence à perdre les eaux. 
Dans un flashback se déroulant en 1764 à York, Angelus et Darla tuent la femme et les deux enfants de Holtz. Neuf ans plus tard, Sahjhan vient trouver Holtz pour lui proposer de le transporter dans le futur afin qu'il puisse se venger d'Angelus et de Darla. D'abord incrédule, Holtz finit par accepter.

## Statut particulier
Noel Murray, du site The A.V. Club, évoque un épisode « centré sur l'action » dans lequel « il n'y a pas grand-chose à analyser sur le plan thématique » mais où il est « plaisant de voir les scénaristes accentuer la pression sur les personnages ». Pour Ryan Bovay, du site Critically Touched, qui lui donne la note de C+, c'est un épisode qui fonctionne mais sans rien faire d'exceptionnel et qui se révèle même souvent ennuyeux à travers ses « dialogues explicatifs interminables », son principal mérite étant de mettre en place les événements pour l'épisode suivant, lequel est le meilleur de la saison.

## Distribution

### Acteurs crédités au générique
- David Boreanaz : Angel
- Charisma Carpenter : Cordelia Chase
- Alexis Denisof : Wesley Wyndam-Pryce
- J. August Richards : Charles Gunn
- Amy Acker : Winifred « Fred » Burkle

### Acteurs crédités en début d'épisode
- Julie Benz : Darla
- John Rubinstein : Linwood Murrow
- Stephanie Romanov : Lilah Morgan
- Daniel Dae Kim : Gavin Park
- Jack Conley : Sahjhan
- José Yenque : le chef des vampires
- Keith Szarabajka : Daniel Holtz